# Kasteel Hens

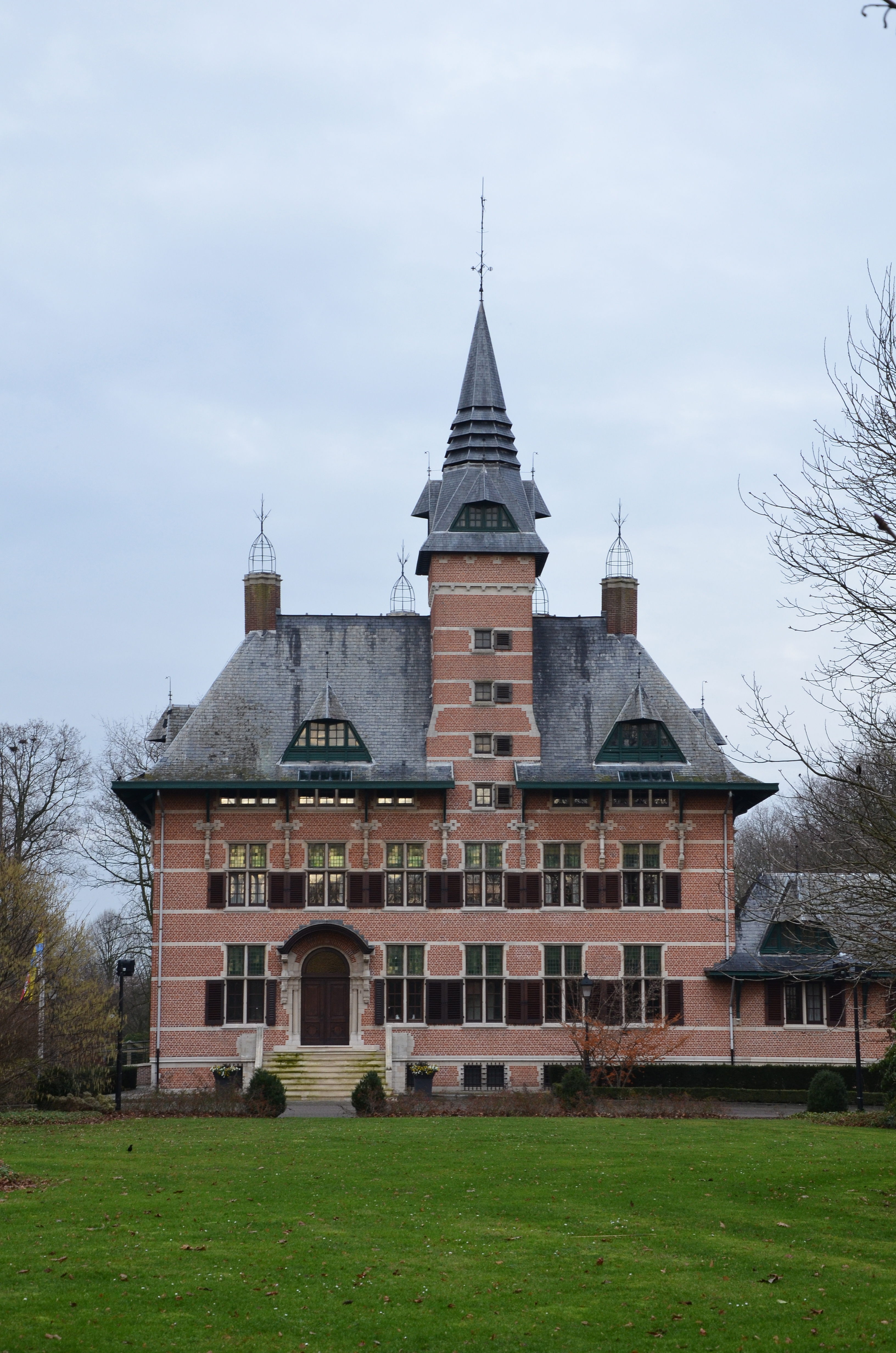
Kasteel Hens

Kasteel Hens is een kasteel in de Antwerpse plaats Wuustwezel, gelegen aan Gemeentepark 1.

## Geschiedenis
Dit kasteel werd in 1910-1912 gebouwd in opdracht van de weduwe Hens, naar ontwerp van Jaak Alfons Van der Gucht. Het kreeg de naam Rustoord. De Duitse bezetter nam het in beslag tijdens de Eerste Wereldoorlog. In 1926 werd het kasteel aangekocht door de gemeente en fungeerde sindsdien als gemeentehuis.

## Gebouw
Het gebouw is in de Vlaamse neorenaissancestijl. Het twee bouwlagen tellende hoofdgebouw is voorzien van een torentje op vierkante plattegrond.
Het kasteeltje is omringd door een openbaar park met vijver.